# 3-D Skramble
3-D Skramble è un videogioco pubblicato nel 1984 per Commodore 64 dall'editrice LiveWire di Manchester. È una versione tridimensionale di Scramble, realizzata tramite prospettiva isometrica. Non avendo licenza del marchio da parte di Konami, non è un seguito ufficiale di Scramble. La critica sulla stampa britannica fu generalmente poco entusiasta.

## Modalità di gioco
Il gioco è uno sparatutto a scorrimento che ripropone in maniera piuttosto fedele le ambientazioni di Scramble, ma con grafica 3D isometrica a scorrimento in diagonale in alto a destra, con una struttura che ricorda molto quella di Zaxxon.
La navetta avanza a velocità costante, ma può cambiare altitudine (l'ombra della navetta aiuta a capire quella attuale) oltre che spostarsi di lato, e attacca contemporaneamente con proiettili in avanti e sganciando bombe verso terra.
Ci sono 6 livelli da affrontare, del tutto analoghi a quelli di Scramble, con missili terra-aria, dischi volanti oscillanti, comete indistruttibili, cisterne da colpire per ricaricare il carburante della navetta, eccetera.

## Colonna sonora
L'accompagnamento musicale è ispirato al tema principale della colonna sonora del film Squadriglia 633 (1964).